# Tales of Ephidrina
Tales of Ephidrina è un album in studio del gruppo di musica elettronica britannico The Future Sound of London, pubblicato nel 1993.

## Tracce
1. Liquid Insects – 7:21
2. Swab – 4:17
3. Mountain Goat – 4:38
4. In Mind – 5:38
5. Ephidrena – 8:17
6. Auto Pimp – 7:20
7. Fat Cat – 4:04
8. Pod Room – 5:27